# Andorra en los Juegos Olímpicos de París 2024
Andorra estuvo representada en los Juegos Olímpicos de París 2024 por un total de 2 deportistas que compitieron en 2 deportes. Responsable del equipo olímpico es el Comité Olímpico Andorrano, así como las federaciones deportivas nacionales de cada deporte con participación.
Los portadores de la bandera en la ceremonia de apertura fueron el atleta Nahuel Carabaña y la piragüista Mònica Dòria Vilarrubla.
El equipo olímpico de Andorra no obtuvo ninguna medalla en estos Juegos.